# Buczyna (Przygórze)
Buczyna – osada leśna wsi Przygórze w Polsce, położona w województwie dolnośląskim, w powiecie kłodzkim, w gminie Nowa Ruda, w Sudetach Środkowych.
W latach 1975–1998 osada administracyjnie należała do województwa wałbrzyskiego.